# Leonhard Euler Telescope
Il Leonhard Euler Telescope è un telescopio riflettore di 1,2 metri di diametro facente parte dell'Osservatorio di La Silla, in Cile.
Prende il nome del famoso matematico svizzero Leonardo Eulero (1707-1783) ed è gestito dall'Università di Ginevra.
Iniziò ad operare nel 1998 successivamente alla dismissione del telescopio T70 da 70 cm, sempre gestito dall'ateneo, ed è usato principalmente per l'individuazione di pianeti extrasolari.

## CORALIE
Lo spettrografo CORALIE è una copia dello spettrografo ELODIE utilizzato da Michel Mayor e Didier Queloz per rilevare 51 Pegasi b, il primo pianeta ad essere scoperto attorno a una stella simile al Sole. Nell'aprile 1998 è stato costruito e installato presso il telescopio Euler. Successivamente nel 2007 è stato aggiornato da Didier Queloz e dal suo gruppo per aumentarne le prestazioni per supportare il programma SuperWASP e il Next-Generation Transit Survey. Lo strumento è ottimizzato per misurare l'effetto Doppler nello spettro elettromagnetico di una stella con grande precisione per rilevare l'attrazione gravitazionale di un esopianeta in orbita attorno ad essa.
Cinque esopianeti sono stati scoperti usando lo spettrografo CORALIE abbinato al telescopio tra il 1998 e il 2000: Gliese 86 b, HD 75289b, HD 130322 b, HD 192263b e GJ 3021b.

## Note

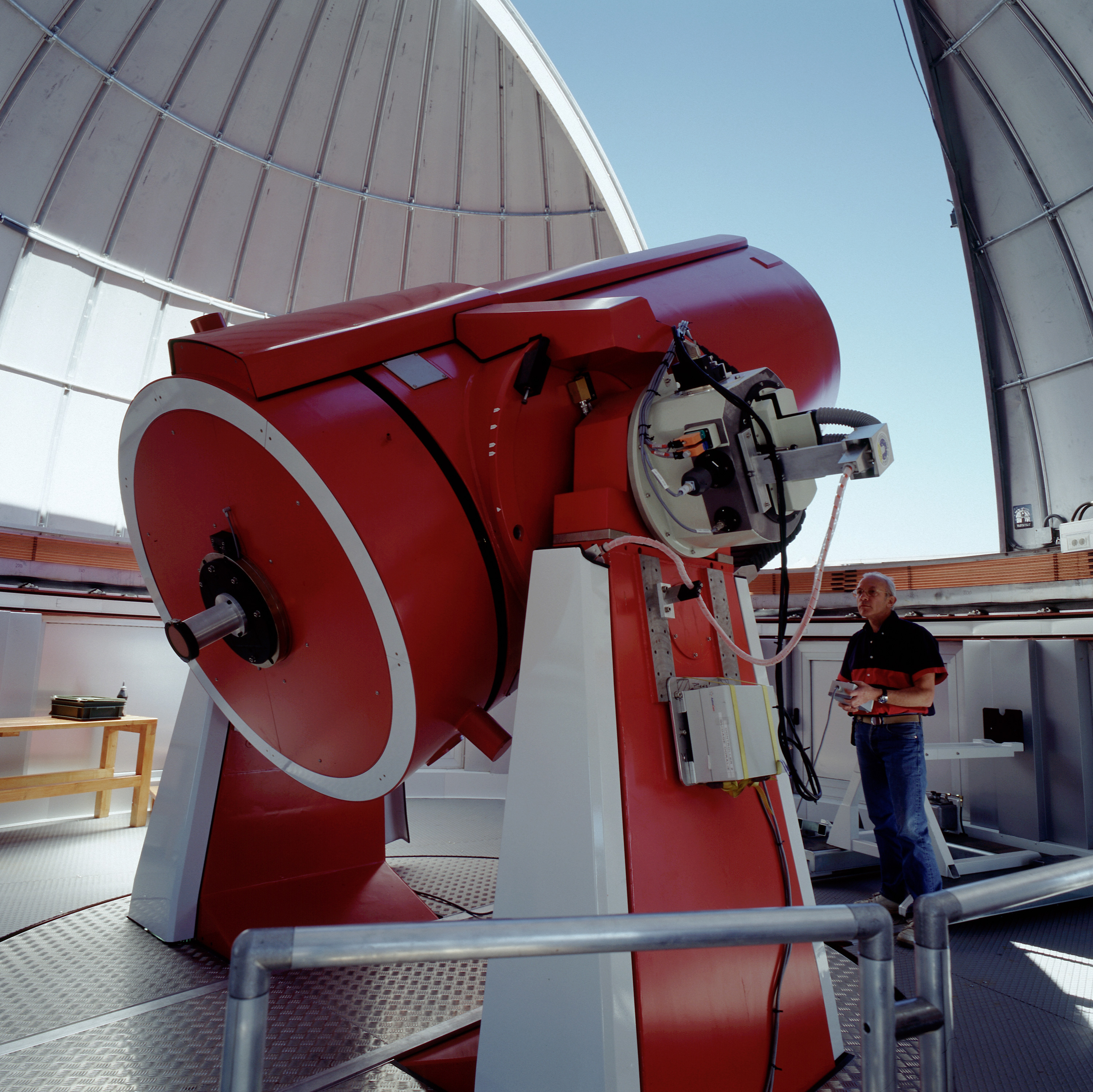
Telescopio Leonhard Euler